# Paolo Yrízar
Paolo Yrízar Martín del Campo (Guadalajara Jalisco, 6 de agosto de 1997) es un futbolista mexicano. Se desempeña en la posición de delantero y actualmente juega en el Atlético Morelia de la Liga de Expansión MX.

## Trayectoria

### Querétaro Fútbol Club
Yrízar es originario de Santiago de Querétaro. Tuvo proceso completo en categorías inferiores. En sub-15 jugó un torneo con Irapuato mientras que en sub-17 y sub-20 tiene experiencia con los «gallos», así como en Segunda Premier.
Sumó cuatro dianas con la categoría sub-20. Paolo Yrízar, futbolista del Querétaro, hizo su debut en la Liga MX el 12 de marzo de 2016 en el partido de la jornada 10, el cual su equipo perdió ante León en el Estadio Nou Camp. El joven se desempeñó como atacante y jugó 90 minutos utilizando la playera 299.

### Club Tijuana
El 17 de junio de 2020 se anuncia su llegada al Club Tijuana como refuerzo para el Apertura 2020.

### Deportivo Toluca
El 25 de enero del 2021, se hace oficial el traspaso de Yrizar al Deportivo Toluca, en calidad de préstamo por 1 año con opción a comprar. El 11 de junio del 2021, Hernán Cristante confirma que Yrizar no continuaria en Toluca.

### Dorados de Sinaloa
El 18 de junio del 2021 se oficializa su traspaso al Dorados de Sinaloa. El 3 de agosto del 2021, mete doblete ante los Cimarrones de Sonora. En diciembre de 2021 se anuncia que Yrizar no continuaria en Dorados, pese a su buen desempeño con el equipo.

### Club Deportivo Guadalajara
El 20 de diciembre del 2021, se hace oficial el traspaso de Yrizar con el Tapatío filial de Chivas, sin embargo el 6 de enero del 2022 fue registrado con el equipo de Chivas de cara al Clausura 2022, siendo así el segundo refuerzo en calidad de préstamo por 1 año.
El 7 de enero del 2022, hace su debut con el Tapatío y marca su primer gol con la camiseta de los Tapatíos.

## Selección nacional

### Selección absoluta
| Club               | País   | PJ | Goles | Periodo         |
| ------------------ | ------ | -- | ----- | --------------- |
| Selección Mexicana | México | 1  | 0     | 2019 - Presente |

Hizo su debut en la Selección de fútbol de México el 2 de octubre de 2019 en un amistoso contra Trinidad y Tobago. Comenzó el juego y fue sustituido en el minuto 63'. Uno de sus disparos dio en el poste.

## Estadísticas
Actualizado al último partido jugado el 16 de abril de 2022.
| Querétaro F. C. · México            |               |               |    |    |    |   |   |    |     |    |
| 1ª                                  | 2015-16       | 3             | 0  | -  | -  | - | - | 3  | 0   |    |
| 1ª                                  | 2016-17       | 1             | 0  | 1  | 0  | - | - | 2  | 0   |    |
| 1ª                                  | 2017-18       | 15            | 0  | 10 | 1  | - | - | 25 | 1   |    |
| 1ª                                  | 2018-19       | 10            | 0  | 4  | 0  | - | - | 14 | 0   |    |
| 1ª                                  | 2019-20       | 11            | 1  | 3  | 0  | - | - | 14 | 1   |    |
| Total club                          | Total club    | 40            | 1  | 18 | 1  | 0 | 0 | 58 | 2   |    |
| C. Tijuana · México                 |               |               |    |    |    |   |   |    |     |    |
| 1ª                                  | 2020-21       | 3             | 0  | 1  | 0  | - | - | 4  | 0   |    |
| Total club                          | Total club    | 3             | 0  | 1  | 0  | 0 | 0 | 4  | 0   |    |
| D. Toluca · México                  |               |               |    |    |    |   |   |    |     |    |
| 1ª                                  | 2020-21       | 9             | 0  | -  | -  | - | - | 9  | 0   |    |
| Total club                          | Total club    | 9             | 0  | 0  | 0  | 0 | 0 | 9  | 0   |    |
| Dorados de Sinaloa · México         |               |               |    |    |    |   |   |    |     |    |
| 2ª                                  | 2021          | 15            | 6  | -  | -  | - | - | 15 | 6   |    |
| Total club                          | Total club    | 15            | 6  | 0  | 0  | 0 | 0 | 15 | 6   |    |
| C. D. Guadalajara · México          |               |               |    |    |    |   |   |    |     |    |
| 1ª                                  | 2022          | 4             | 0  | -  | -  | - | - | 4  | 0   |    |
| Total club                          | Total club    | 4             | 0  | 0  | 0  | 0 | 0 | 4  | 0   |    |
| C. D. Tapatío · México              |               |               |    |    |    |   |   |    |     |    |
| 2ª                                  | 2022          | 12            | 4  | -  | -  | - | - | 12 | 4   |    |
| Total club                          | Total club    | 12            | 4  | 0  | 0  | 0 | 0 | 12 | 4   |    |
| Total carrera                       | Total carrera | Total carrera | 83 | 10 | 19 | 1 | 0 | 0  | 102 | 12 |
| (1)Incluye datos de la Copa México. |               |               |    |    |    |   |   |    |     |    |

## Palmarés

### Campeonatos nacionales
| Título       | Club      | País           | Año  |
| ------------ | --------- | -------------- | ---- |
| Supercopa MX | Querétaro | Estados Unidos | 2017 |